# Средњошколски центар „Јован Цвијић”
Средњошколски центар „Јован Цвијић” је јавна средњошколска установа у општини Модрича. Налази се у улици Омладинска бб, у Модричи. Назив је добила по Јовану Цвијићу, српском научнику, оснивачу Српског географског друштва, председнику Српске краљевске академије, професору и ректору Београдског универзитета, почасном доктору Универзитета Сорбоне и Карловог универзитета у Прагу.

## Историјат
Средњошколски центар „Јован Цвијић” наставља традицију модричких средњих школа од 1946. године када је почела са радом Школа ученика у привреди и 1962. од када у Модричи постоји Гимназија. У првој фази развоја су одвојено деловале Гимназија и Школа за ученике у привреди, у другој фази су се спојиле у Центар за средње образовање и васпитање који почиње са радом 1. септембра 1972. године. Трећа фаза у развоју средњих школа у Модричи отпочиње ступањем на снагу новог Закона о средњем образовању по коме се из састава Центра за усмерено образовање и васпитање са две радне јединице издвајају и конституишу Гимназија и Техничко технолошка школа. У Гимназију су 1991—1992. сврстана одељења просветне, преводилачке и математичке струке и пет новоуписаних одељења. У Техничко технолошкој школи су задржане машинска и хемијска струка, а касније је уведена и електротехничка. Од школске 2002—2003. године, одлуком Министарства просвете и културе Републике Српске, Гимназија и Техничко технолошка школа су спојене у Средњошколски центар „Јован Цвијић”.
Школска библиотека Средњошколског центра „Јован Цвијић” располаже фондом од 19.600 књига, које чине око 19.066 јединица монографске грађе и 534 јединице серијских публикација. Највећи део фонда чини белетристика, првенствено школска лектира, а поседује и велики број уџбеника. Књиге су смештене по универзалној децималној класификацији на простору од 96 m². Отворена је 12. октобра 2018. године читаоница у коју су смештене референтне и завичајне збирке, као и збирке ретких књига. Данас библиотека садржи 590 чланова, 522 ученика и 68 радника школе.

## Догађаји
Догађаји Средњошколског центра „Јован Цвијић”:
- Савиндан[4]
- Дечија недеља[5]
- Спортски дан[6]
- Дани отворених врата[7]
- Дан сећања на жртве холокауста, геноцида и других жртава фашизма у Другом светском рату[8]
- Дан српског јединства, слободе и националне заставе[9]
- Светски дан шума[10]
- Светски дан животиња[11]
- Међународни дан борбе против вршњачког насиља[12]
- Мали фестивал велике поезије „Златна лира”[13]
- Сајам књига у Београду[14]
- Сајам занимања Републике Српске[15]
- Сајам привреде у Модричи[16]
- Сајам рукотворина „Традиција и ја”[17]
- Сајам „Зелена оаза” у Гаревцу[18]
- Пројекат „Бициклом према бољем здрављу”[19]
- Пројекат „Зелена учионица”[20]
- Пројекат „Сређенијом просторијом до квалитетније праксе”[20]